# CN Lester
CN Lester (Inglaterra, 1984) es una persona no binaria de origen británico. Es cantante de música clásica y alternativa, y también se desempeña como activista por los derechos de las personas LGBT y transgénero. Ocupó el puesto 41 en la Pink List 2013 de The Independent on Sunday; en dicha publicación se reconoció su labor en la organización sin ánimo de lucro Queer Youth Network y en la primera alianza gay-heterosexual del Reino Unido, así como su recaudación de fondos para causas queer y sus escritos para publicaciones como New Statesman y So So Gay.

## Carrera
Lester es mezzosoprano y se especializa en ópera de castrati y travesti, así como en música clásica y en obras de compositoras femeninas. La cadena radial Classic FM ha dado a conocer su trabajo e investigación sobre los papeles travesti, mientras que Front Row, de BBC Radio 4, ha destacado su trabajo con la compañía Silent Opera. Ha citado a Lou Reed y a Piotr Ilich Chaikovski entre sus primeras influencias.
Mostró interés por la ejecución del piano a los seis años y recibió clases de canto a partir de los trece años. Cursó una Licenciatura en Música en el King's College de Londres y una Maestría Musical en la Goldsmiths, Universidad de Londres. En 2019 obtuvo un doctorado en música por la Universidad de Huddersfield.
En 1999 fundó la organización sin ánimo de lucro Queer Youth Network junto con el activista David Joseph Henry, con el objetivo de visibilizar a la comunidad LGBT. También tuvo un papel clave en la creación de la primera alianza gay-heterosexual del Reino Unido.
Sus álbumes Dark Angels (2013) y Aether (2014) se financiaron mediante la plataforma de micromecenazgo Indiegogo, recaudando 3 414 dólares y 4 575 libras, respectivamente.
Además de presentarse en directo y grabar música, Lester se desempeña en la docencia y en la escritura. Su ópera debut, The Lion-Faced Man, se presentó en el Tête à Tête: The Opera Festival en agosto de 2015, con libreto de Hel Gurney y cantada por Alison Wells. Su primer libro, Trans Like Me: A Journey For All Of Us fue publicado por la editorial Virago Press en mayo de 2017. Citó influencias literarias como Bill's New Frock de Anne Fine, Dykes to Watch Out For de Alison Bechdel y My Gender Workbook de Kate Bornstein.

## Discografía
- 2009 - Resurrection Men
- 2012 - Ashes
- 2013 - Dark Angels
- 2014 - Aether

## Premios y reconocimientos
Lester ocupó el puesto número 41 en la Pink List de 2013 de The Independent on Sunday sobre las personas LGBT más influyentes, y la posición número 92 en la rebautizada Rainbow List de 2014, que reconoce méritos similares.

## Identidad de género
Lester es una persona no binaria y se ha reconocido como modelo por combinar su identidad y su carrera pública. Ha expresado sus dificultades para encontrar trabajo debido a su identidad y expresión de género:
«La música clásica es muy conservadora hoy en día. No puedo conseguir trabajo en un coro porque no llevaría ropa femenina y no sería miembro de un coro de mujeres [...] Así que me dijeron: "No queremos que se nos asocie con gente así", y no tuvieron inconveniente en ponerlo por escrito».
Para preservar su voz, Lester ha evitado someterse a tratamientos con testosterona. Sin embargo, ha compartido investigaciones propias que demuestran que perder la voz como cantante no siempre es consecuencia de este tipo de terapia.